# Turunciuc
Turunciuc este un braț al fluviului Nistru care se desparte de acesta în apropierea satului Cioburciu din estul Republicii Moldova și se revarsă în cursul principal la Bileaiivka, regiunea Odesa a Ucrainei. Lungimea totală constituie 30 km, lățime medie de 30 m, iar adâncimea max. 6 m.

## Brațul Turunciuc
Brațul s-a format la sfîrșitul secolului al XVIII-lea, aproximativ între anii 1780 – 1785. Acesta se ramifică de la meandrul Nistrului sub un unghi drept. Ulterior Nistrul continuă să curgă înspre sud-est, făcînd bucle late și schimbîndu-și permanent direcția: meridională – latitudinală; Turunciuc curgând spre est.  În preajma satului Hlinaia, Turunciuc cotește deja spre sud fără a-și mai schimba direcția de curgere pînă la confluența cu Nistrul în regiunea Odesa. 
Malurile brațului sînt destul de abrupte pe alocuri, dar nu depășesc înălțimea de 7–10 metri, fiind alcătuite din soluri argiloase afînate. Vegetația, e constituită din arbori și arbuști iubitori de apă, tipici pentru luncile inundabile, sălcii, arini, plopi. Curgerea este vertiginoasă și rapidă la formare, încetinindu-se considerabil în aval.
Pe tot parcursul său Turunciuc alimentează cîteva iazuri și lacul de acumulare de la Cuciurgan. Însă, ca urmare a reducerii nivelului său cu aproximativ 3 metri în ultimii ani, în prezent legătură naturală a brațului Turunciuc cu lacul de acumulare practic s-a întrerupt. 

## Insula Turunciuc
După bifurcare, cele două albii formează o insulă pitorească, împădurită cu plop și sălcii, numită de asemenea, Turunciuc.

## Pragurile de pe braţul Turunciuc
La obârșie Turunciuc trece peste resturile fostului baraj edificat la începutul anilor 1950, ca urmarea a necesităților impuse de construcția Centralei termoelectrice de la Cuciurgan.